# ブライアン・タレット
ブライアン・カーティス・タレット（Brian Curtis Tallet, 1977年9月21日 - ）は、アメリカ合衆国・オクラホマ州ミッドウェストシティ出身の元プロ野球選手（投手）。左投左打。

## 経歴

### メジャー昇格まで
高校最終学年時の1996年（フロリダ・マーリンズ）、ルイジアナ州立大学在学中の1997年（ニューヨーク・ヤンキース）、1999年（サンディエゴ・パドレス）と計3度ドラフト指名されるが、いずれも契約には至らなかった。2000年にはメンズ・カレッジ・ワールドシリーズで優勝している。同年にクリーブランド・インディアンスから2巡目(全体55位）で指名され入団。プロ入り後も大学時代までと同様に、先発投手として育成された。2002年にはAA級アクロン・エアロズ、AAA級バッファロー・バイソンズで好成績を残し、9月のロースター拡大に伴いメジャー昇格。

### インディアンス時代
2002年9月16日のボストン・レッドソックス戦でメジャー初登板初勝利、6回を無失点に抑える好投でメジャー初勝利を挙げる。
2003年は7月にメジャーへ昇格したが、5試合に登板したところで肘を痛めて故障者リスト (DL) 入り。8月26日に手術を行い、そのままシーズンを終える。
2004年は夏場に復帰し、マイナーで主にリリーフとして24試合に登板。2005年は2年ぶりにメジャーに昇格するが、わずか2試合の登板に終わる。シーズンオフの1月17日、トレードでトロント・ブルージェイズに移籍。

### ブルージェイズ時代
2006年は開幕をメジャーで迎えるも、序盤は不振で一時はマイナーに降格する。6月に再びメジャーへ昇格してからは主に敗戦処理や大差が付いた勝ち試合でのリリーフを任され、安定した投球を見せた。
2007年も前年に引き続いて、敗戦処理や大差が付いた試合のリリーフとして48試合に登板した。
2008年は自己最多の51試合に登板し、防御率2.88もブルージェイズ移籍後最高の成績であった。
2009年も開幕はブルペンの一員としてスタートするが、相次ぐ先発投手陣の故障により、4月半ばから先発ローテーションに抜擢される。5月には6度の先発登板の全てでクオリティ・スタート (QS) を達成し、序盤のブルージェイズ投手陣を支えた。しかし、6月以降は打ち込まれる試合が増え、7月末にブルペンへ降格した。
2010年は開幕から先発ローテーション入りするも、被本塁打が多く、5月中旬にリリーフにまわされる。しかしその後も被本塁打は増え、77イニングで20本塁打を喫した。オフの11月12日にノンテンダーFAとなった。

### カージナルス時代
11月30日にセントルイス・カージナルスと契約。翌年の6月11日、くしゃみで肋間筋を痛めCT検査を行った際、腎臓に嚢胞があることを発見し、多発性嚢胞腎と診断された。

### ブルージェイズ復帰
2011年7月27日にカージナルス、シカゴ・ホワイトソックス、ブルージェイズ間での三角トレードでブルージェイズに復帰したが、9月5日に解雇された。

### パイレーツ・パドレス移籍、引退へ
2012年2月3日にピッツバーグ・パイレーツとマイナー契約を結んだ。4月7日、サンディエゴ・パドレスに移籍。5月17日に解雇された。
2013年6月25日に引退を発表した。

## 投球スタイル
速球はだいたい80マイル台後半だが、時折90マイルに達する。速球の他にはチェンジアップ、カッター、スライダーを投げる。
最大の課題は制球力。毎年のように与四球が投球回数の半数前後に達しており、コントロールを乱して自滅するケースが多い。

## 詳細情報

### 年度別投手成績
| 年 度     | 球 団     | 登 板 | 先 発 | 完 投 | 完 封 | 無 四 球 | 勝 利 | 敗 戦 | セ 丨 ブ | ホ 丨 ル ド | 勝 率 | 打 者 | 投 球 回 | 被 安 打 | 被 本 塁 打 | 与 四 球 | 敬 遠 | 与 死 球 | 奪 三 振 | 暴 投 | ボ 丨 ク | 失 点 | 自 責 点 | 防 御 率 | W H I P |
| --------- | --------- | ----- | ----- | ----- | ----- | -------- | ----- | ----- | -------- | ----------- | ----- | ----- | -------- | -------- | ----------- | -------- | ----- | -------- | -------- | ----- | -------- | ----- | -------- | -------- | ------- |
| 2002      | CLE       | 2     | 2     | 0     | 0     | 0        | 1     | 0     | 0        | 0           | 1.000 | 47    | 12.0     | 9        | 0           | 4        | 0     | 1        | 5        | 0     | 0        | 3     | 2        | 1.50     | 1.08    |
| 2003      | CLE       | 5     | 3     | 0     | 0     | 0        | 0     | 2     | 0        | 0           | .000  | 87    | 19.0     | 23       | 2           | 8        | 0     | 1        | 9        | 0     | 0        | 14    | 10       | 4.74     | 1.63    |
| 2005      | CLE       | 2     | 0     | 0     | 0     | 0        | 0     | 0     | 0        | 0           | ----  | 24    | 4.2      | 6        | 2           | 3        | 0     | 2        | 2        | 0     | 0        | 4     | 4        | 7.71     | 1.93    |
| 2006      | TOR       | 44    | 1     | 0     | 0     | 0        | 3     | 0     | 0        | 5           | 1.000 | 220   | 54.0     | 45       | 5           | 31       | 4     | 3        | 47       | 2     | 1        | 24    | 23       | 3.81     | 1.40    |
| 2007      | TOR       | 48    | 0     | 0     | 0     | 0        | 2     | 4     | 0        | 1           | .333  | 267   | 62.1     | 49       | 1           | 28       | 7     | 6        | 54       | 1     | 0        | 26    | 24       | 3.47     | 1.24    |
| 2008      | TOR       | 51    | 0     | 0     | 0     | 0        | 1     | 2     | 0        | 4           | .333  | 240   | 56.1     | 52       | 4           | 22       | 3     | 1        | 47       | 0     | 0        | 19    | 18       | 2.88     | 1.31    |
| 2009      | TOR       | 37    | 25    | 0     | 0     | 0        | 7     | 9     | 0        | 0           | .438  | 717   | 160.2    | 169      | 20          | 72       | 2     | 6        | 120      | 2     | 0        | 99    | 95       | 5.32     | 1.50    |
| 2010      | TOR       | 34    | 5     | 0     | 0     | 0        | 2     | 6     | 0        | 1           | .250  | 356   | 77.1     | 84       | 20          | 38       | 3     | 4        | 53       | 1     | 0        | 60    | 55       | 6.40     | 1.58    |
| 2011      | STL       | 18    | 0     | 0     | 0     | 0        | 0     | 1     | 0        | 2           | .000  | 68    | 13.0     | 20       | 4           | 5        | 1     | 2        | 9        | 0     | 0        | 13    | 12       | 8.31     | 1.92    |
| 2011      | TOR       | 1     | 0     | 0     | 0     | 0        | 0     | 1     | 0        | 0           | ----  | 5     | 0.1      | 2        | 0           | 2        | 0     | 0        | 1        | 0     | 0        | 2     | 2        | 54.00    | 12.00   |
| '11計     | TOR       | 19    | 0     | 0     | 0     | 0        | 0     | 2     | 0        | 2           | .000  | 73    | 13.1     | 22       | 4           | 7        | 1     | 2        | 10       | 0     | 0        | 15    | 14       | 9.45     | 2.18    |
| 通算：9年 | 通算：9年 | 242   | 36    | 0     | 0     | 0        | 16    | 25    | 0        | 11          | .390  | 2040  | 460.0    | 459      | 58          | 213      | 20    | 25       | 337      | 6     | 1        | 264   | 245      | 4.79     | 1.46    |

- 2011年度シーズン終了時

### 背番号
- 60 (2002年)
- 30 (2003年 - 2005年)
- 56 (2006年 - 2011年)